# Shvetsov ASh-62
El Shvetsov ASh-62 (designado M-62 antes de 1941) es un  motor de avión radial de nueve cilindros, refrigerado por aire, producido en la Unión Soviética. Una versión de este motor es producido en la República Popular de China como HS-5.

## Diseño y desarrollo
El ASh-62 fue un desarrollo del Wright R-1820 Cyclone que fue construido en Rusia bajo licencia como Shvetsov M-25, las principales mejoras incluyen un sobrealimentador de doble velocidad y un sistema de inducción más eficiente. La potencia fue incrementada de los 775 cv del Cyclone hasta los 1.000 cv. Arrancado por primera vez en 1937, las versiones licenciadas son aun hoy producidas por WSK "PZL-Kalisz" en Polonia como ASz-62 (en 2007). El Ash-62 fue también producido en China. Se estima que 40.361 motores fueron producidos durante la era de la URSS.
Los motores de fabricación polaca ASz-62IR son compatibles con los requisitos FAR-33. Desarrollos posteriores en Polonia son los motores K9-AA, K9-BA y K9-BB, con una potencia al despegue de 1.178 cv (860 kW), potencia indicada de 698 kW.
El M-63 fue una versión mejorada del M-62 con un incremento de potencia hasta los 821 kW (1.100 cv) a 2.300 rpm al despegue y 671 kW (900 cv) a 2.200 rpm a 4.500 m debido a una mejora en la relación de compresión, de 7,2:1.

## Aplicaciones

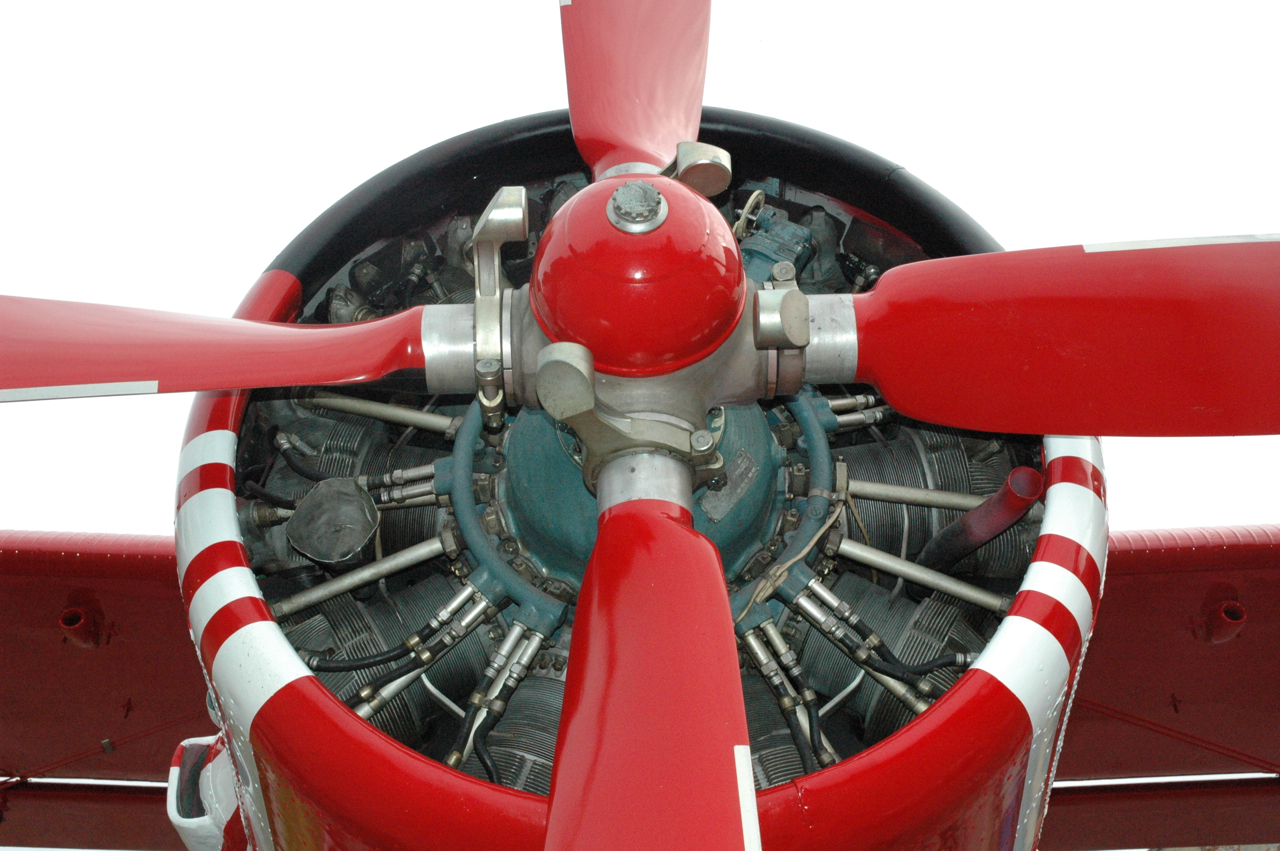
ASz-62 instalado en un Antonov An-2.

- Antonov An-2
- Antonov An-6
- Beriev Be-4

- de Havilland Canada DHC-3
- Douglas TS-62
- Lisunov Li-2
- Neman R-10
- Polikarpov I-153
- Polikarpov I-16
- PZL-106 Kruk (algunas variantes)
- PZL-Mielec M-18 Dromader
- PZL M-24 Dromader Super (K-9AA)
- Sukhoi Su-2
- Sukhoi Su-12

## Especificaciones (M-62)

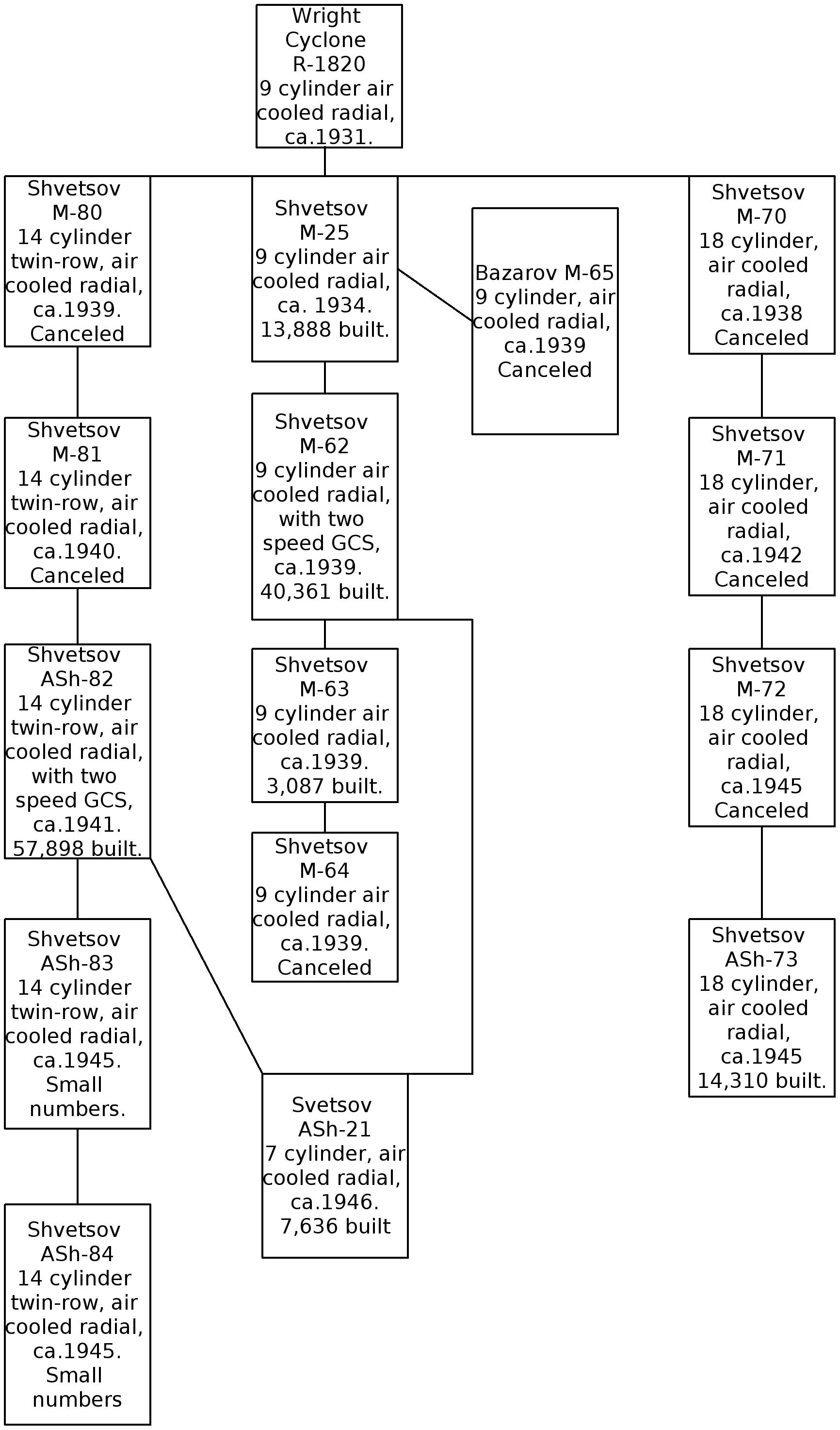
Árbol de familia de motores Shvetsov.

- Tipo: motor radial de nueve cilindros, de una estrella, sobrealimentado, refrigerado por aire
- Desplazamiento: 29,8 l
- Longitud: 1.213 mm
- Diámetro: 1.378 mm
- Peso: 560kg
- Mecanismo Valvular: Motor OHV
- Sobrealimentador: compresor centrífugo de dos velocidades
- Sistema de combustible: Carburador
- Tipo de combustible: gasolina 92 RON, 87 (R+M)/2 (AKI)
- Sistema de refrigerado: Aire
- Potencia:

- 746 kW (1.000 cv) a 2.200 rpm al despegue
- 634 kW (850 hp) a 2.100 rpm a 4.200 m (13.780 ft)

- Potencia unitaria: 25,03 kW/l (0,55 cv/³)
- Compresión: 6,4:1
- Consumo: 469 g/(kW•h) (0,77 lb/(cv•h))
- Potencia/peso: 1,3 kW/kg (0,81 cv/lb)